# Anton-Wolfgang Graf von Faber-Castell
Anton-Wolfgang „Toni“ Lothar Andreas Graf von Faber-Castell (* 7. Juni 1941 in Bamberg; † 21. Januar 2016 in Houston, Texas) war ein deutscher Unternehmer und Mitglied der Industrie- und Adelsfamilie Faber-Castell. 
Er war fast 40 Jahre lang in der achten Generation Vorstandsvorsitzender des Schreibwarenherstellers Faber-Castell.

## Familie
Anton-Wolfgang kam 1941 als Sohn des letzten Alleininhabers der Faber-Castell AG, Roland Graf von Faber-Castell (1905–1978) und dessen zweiter Ehefrau Katharina Sprecher von Bernegg (1917–1994) zur Welt. Aus der Ehe mit Sprecher von Bernegg entstammt auch der Schweizer Journalist Christian Graf von Faber-Castell.
Die 1938 geschlossene Ehe wurde 1969 geschieden. Sein Vater Roland hatte aus zwei Ehen acht Kinder, darunter fünf Söhne. 
Aus erster Ehe mit Alix-May von Frankenberg und Ludwigsdorf, Tochter von Victoria Freiin von Oppenheim und Miteigentümerin der Privatbank Sal. Oppenheim Jr & Cie, stammt sein Bruder Hubertus Graf von Faber-Castell (1934–2007). Die erste Ehe des Vaters war nach antisemitischen Presseangriffen und Drohungen 1935 geschieden worden.
Anton-Wolfgang von Faber-Castell war zwischen Juni und Oktober 1986 mit der Luxemburgerin Carla Mathilde Lamesch (1942–2010) verheiratet. Aus dieser Verbindung stammt der Sohn Charles (* 1980), der vor der Ehe geboren wurde. Anton-Wolfgang Graf von Faber-Castell war seit 1987 in zweiter Ehe mit der US-Amerikanerin Mary Elizabeth Hogan (* 1951) verheiratet. Das Paar bekam zwischen 1988 und 1996 drei Töchter, darunter Zwillinge.

## Leben
Nach dem Besuch des Schweizer Lyceum Alpinum Zuoz studierte er ab 1966 Rechtswissenschaften an der Universität Zürich. Im Anschluss absolvierte er eine kaufmännische Ausbildung im Unternehmen der Familie und besuchte von 1968 bis 1972 die Managementschule IMEDE in Lausanne. 1972 trat er als Investmentbanker in den Dienst des Finanzhauses Credit Swiss White Weld und war in New York und London tätig. 1975 rückte er in die Geschäftsführung der Niederlassung der Investmentbank Crédit Suisse First Boston in London auf. Noch im gleichen Jahr holte ihn sein Vater in die Unternehmensleitung der A. W. Faber-Castell GmbH. 1978 wurde er nach dem Tod seines Vaters alleiniger geschäftsführender Gesellschafter und mit der Umwandlung des Unternehmens in eine Aktiengesellschaft im Jahr 2000 Vorstandsvorsitzender. Unter seiner Leitung wurde die internationale Expansion des Unternehmens fortgesetzt.
Das Vermögen von Anton-Wolfgang Graf von Faber-Castell wurde im Jahr 2012 vom deutschen Manager-Magazin auf ca. 350 Millionen Euro geschätzt, womit er Platz 312 auf der Liste der reichsten Deutschen belegte. Er hatte verschiedene Aufsichtsratsmandate bei der von einem Vorfahren gegründeten Nürnberger Versicherung inne.
Er war Honorarkonsul der Föderativen Republik Brasilien, wobei das Konsulat im Firmengebäude ansässig ist. Zudem engagierte er sich als Vorstandsvorsitzender des bayern design forum e.V. und als Vorstandsvorsitzender der Stiftergemeinschaft Museum Industriekultur Nürnberg.
Anton-Wolfgang von Faber-Castell verstarb am 21. Januar 2016 im Alter von 74 Jahren nach schwerer Krankheit in Houston, Texas. Seine vier Kinder Charles, Katharina, Sarah und Victoria beerbten ihn.

## Sonstiges
Einen ungewöhnlichen Qualitätstest führte Anton-Wolfgang Graf von Faber-Castell im Mai 2012 im Selbstversuch durch. Zusammen mit dem Laborchef der Firma Faber-Castell, Gerhard Lugert, lud er vor internationalen Medienvertretern zu einem Cocktailempfang der besonderen Art ein: Er und der Laborchef tranken dabei jeweils ein Glas Tinte aus der Produktion von Faber-Castell, womit die Umweltverträglichkeit der Faber-Castell-Kinderfilzstifte demonstriert werden sollte.

## Ehrungen und Auszeichnungen
- Ehrensenator der Akademie der Bildenden Künste Nürnberg[17]
- Ökomanager des Jahres (2008)
- Bundesverdienstkreuz 1. Klasse des Verdienstordens der Bundesrepublik Deutschland (2010)[18]
- Ehrenmedaille 2012 der IHK Nürnberg[11]
- G·E·M Award 2013[19]